# Маршан, Луи (музыкант)
Луи́ Марша́н (фр. Louis Marchand, 2 февраля 1669, Лион — 17 февраля 1732, Париж) — французский органист, клавесинист, композитор и музыкальный педагог эпохи барокко.

## Биография
Служил органистом соборов различных городов Франции, с 1685 или 1689 года — в Париже, в 1708—1716 годах играл на органе в королевской капелле Версаля.

## Творчество
Виртуоз и блестящий импровизатор. По свидетельству современников, игра Маршана отличалась искусством импровизации, смелостью исполнительского замысла. Получил известность как клавесинист-виртуоз и музыкальный педагог.
Перу Маршана принадлежат одна опера «Pyrame et Thisbé», кантата, арии, три духовных произведения на тексты Жана Расина, многочисленные сочинения для органа и клавесина.
В 1702—1703 годах в Париже были опубликованы два сборника музыкальных пьес Маршана: «Pièces de clavecin» (1702) и «12 Pièces choisies pour l’orgue» (после 1732).
Среди его учеников Л. К. Дакен и П. Дюмаж.

## Дискография
- Louis Marchand, l’œuvre intégrale pour orgue / Луи Маршан, полное собрание сочинений для органа. Марина Чебуркина на органе Королевской капеллы Версальского дворца. CD I–II. — Paris : Natives, 2005. EAN 13 : 3760075340056